# Nearby Supernova Factory
O Nearby Supernova Factory (SNfactory) é uma experiência colaborativa liderada por Greg Aldering, projetado para coletar dados de supernova tipo Ia mais do que já foi estudado em um único projeto antes, e estudando-as, para aumentar a compreensão do universo em expansão e a "energia escura".